# Chalmer & Hoyer
Chalmer & Hoyer war ein britisches Karosseriebauunternehmen, das in den 1920er-Jahren überwiegend standardisierte Aufbauten für Mittelklassefahrzeuge produzierte. Das Unternehmen firmierte später in Hoyal Body Corporation bzw. Hoyal Bodybuilding Corporation um. Eine Reihe von Nachfolgeunternehmen existierte bis in die 1940er-Jahre hinein.

## Unternehmensgeschichte
Chalmer & Hoyer wurde 1921 von H.W. Allingham, M. Chalmer und H. Hamilton Hoyer gegründet. Hoyer unterhielt parallel dazu bis 1925 einen eigenen Karosseriebaubetrieb mit der Bezeichnung HHH, der eng mit dem Hersteller De Dion-Bouton verbunden war.
Chalmer & Hoyer war zunächst in Poole in der südenglischen Grafschaft Dorset ansässig, 1924 kam ein weiterer Standort südlich von London in Weybridge (Surrey) hinzu.

### Serienhersteller

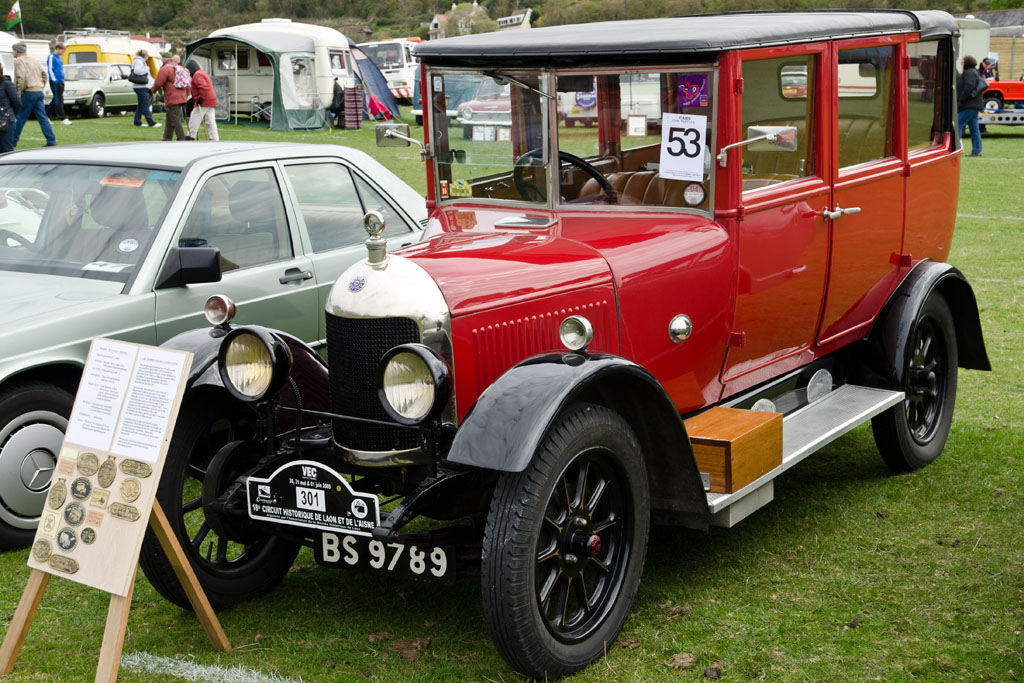
Morris Oxford Landaulette mit Aufbau von Chalmer & Hoyer (1926)

Das Unternehmen spezialisierte sich früh auf die Serienfertigung standardisierter Aufbauten, die unterschiedlichen Chassisherstellern zugeliefert wurden. Individuelle, auf Kundenwünsche abgestimmte Karosserien fertigte Chalmer & Hoyer dagegen nur in Ausnahmefällen.
In erster Linie handelte es sich dabei um geschlossene zwei- und viertürige Karosserien, die seinerzeit zu den neueren Entwicklungen gehörten. Üblicherweise waren geschlossene Fahrzeuge in den 1920er-Jahren teurer als Fahrzeuge mit Stoffverdecken (z. B. Phaetons); Chalmer & Hoyer gelang es aber im Wege der Standardisierung vergleichsweise günstige Preise zu erzielen. Diese Aufbauten wurden teilweise direkt als Werkskarosserien verkauft, teilweise wurden sie zusätzlich zu den regulären Karosserien als Chalmer-&-Hoyer-Sonderversionen in die Werkskataloge aufgenommen. Seit Mitte der 1920er-Jahre hatte Chalmer & Hoyer auch mit Kunstleder bezogene Karosserien nach Weymann-Patent im Angebot.
Ab 1925 lieferte Chalmer & Hoyer werksseitig angebotene Limousinen und Landaulets für den Morris Oxford und den Austin 12. Im Zuge dieses Auftrags wuchs die Belegschaft des Unternehmens an beiden Standorten auf insgesamt 700 Mitarbeiter an; das Unternehmen fertigte in dieser Zeit bis zu 120 Karosserien pro Woche. Ende 1926 allerdings kam es zu einem Zusammenbruch: Nachdem Morris mit Pressed Steel einen eigenen, in die Werksanlagen integrierten Karosseriehersteller gegründet hatte, verlängerte es die Beziehung zu Chalmer & Hoyer nicht.

### Hoyal

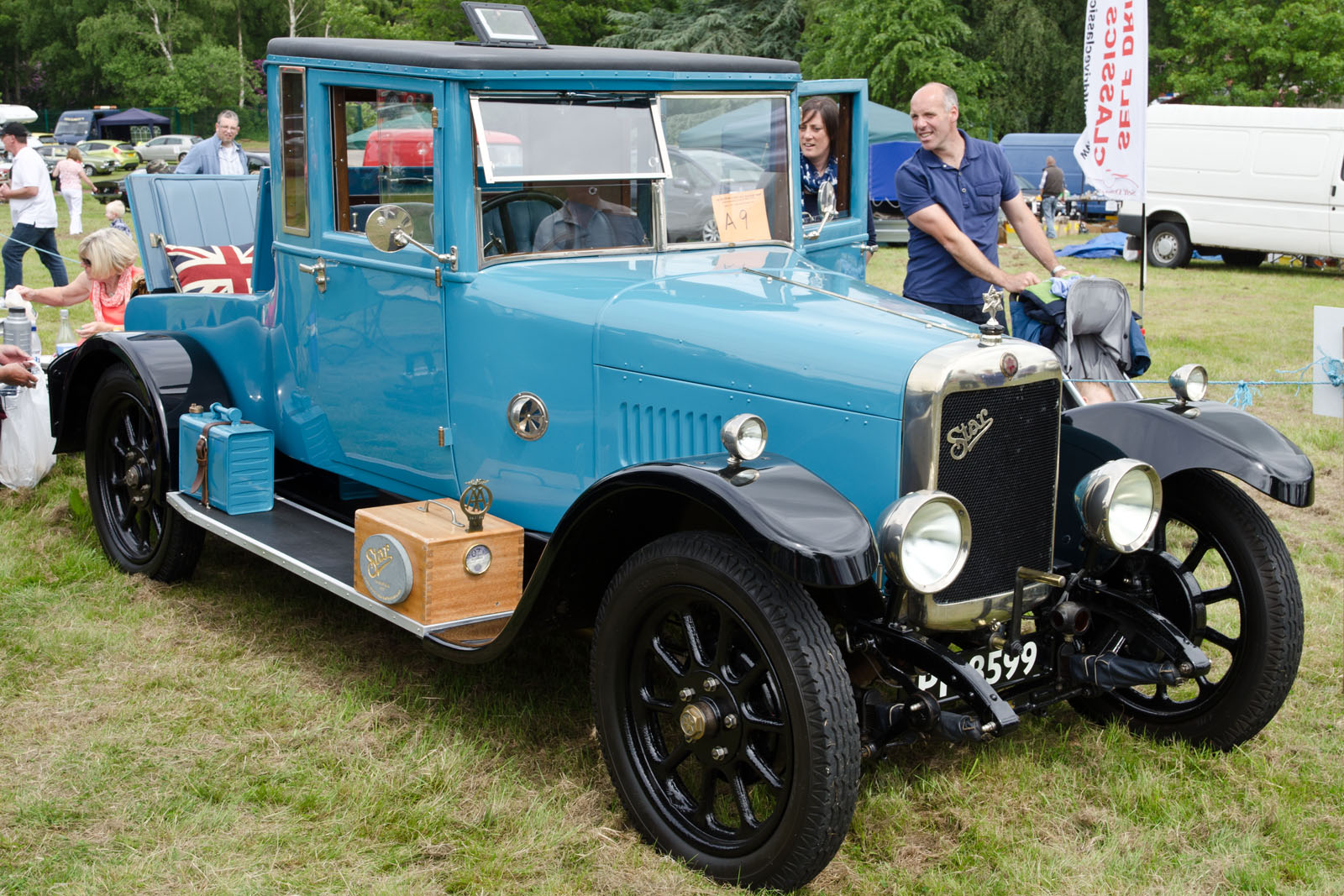
US-amerikanischer Star 1440 mit Coupé-Aufbau von Hoyal

1926 firmierte Chalmer & Hoyer in Hoyal Body Corporation um. Die Bezeichnung war aus den ersten Buchstaben der Nachnamen von Hoyer und Allingham zusammengesetzt. Hoyal versuchte zunächst, den ausgelaufenen Morris-Vertrag durch Aufträge anderer Hersteller zu ersetzen; das gelang dem Unternehmen allerdings nicht. Um die Kapazitäten auszulasten, wandte es sich dem Bau von Omnibussen zu; in den Werksanlagen in Poole entstanden außerdem zeitweise Speedboote. Seit 1928 fertigte Hoyal auch individuelle Aufbauten auf Kundenwunsch, wobei Chassis unterschiedlicher Hersteller von MG, Wolseley oder Star eingekleidet wurden. Nach zwei Jahren mit Verlusten war das Unternehmen im August 1931 zahlungsunfähig; es wurde aufgelöst.

### Nachfolger
Nach dem Zusammenbruch Hoyals gründeten einige ehemalige Mitarbeiter den Karosseriehersteller John Charles & Co., der im Februar 1932 mit einem Teil der Hoyal-Ausrüstung in neuen Räumlichkeiten in London den Betrieb aufnahm. Charles existierte nur drei Jahre lang; im Frühjahr 1935 war das Unternehmen zahlungsunfähig. Ehemalige Mitarbeiter machten sich daraufhin mit dem Londoner Betrieb Ranalah selbständig; dabei nutzten sie einen Namen, unter dem bereits John Charles & Co. einige Aufbauten vermarktet hatte. Im Zweiten Weltkrieg produzierte Ranalah Metallkomponenten für Flugzeuge; nach dem Kriegsende wurde das Unternehmen aufgekauft und mit dem etablierten Karosseriehersteller Gurney Nutting verbunden.